# هزارجلفا
هزارجلفا روستایی در بخش بشاریات شهرستان آبیک استان قزوین. روستایی با دسترسی محلی از اتوبان قزوین و جاده آبیک به قزوین تقاطع روستای کوندج. همجوار روستاهای ابراهیم آباد و عبدل آباد و نزدیکی شهر خاکعلی.

## نام
لغت‌نامه دهخدا: هزارجلفا. [ هََ ج ُ ] (اِخ ) دهی است از دهستان بشاریات از بخش آبیک شهرستان قزوین دارای 118 تن سکنه . آب آن از قنات و محصولش غله ، چغندرقند، زردآلو، بادام ، انگور و صیفی است . قلعه ٔ قدیمی خرابه‌ای دارد. (از فرهنگ جغرافیائی ایران ج 1).

## تاریخچه
با مطالعه باستان شناسی تپه از از تپه‌های روستای هزارجلفا توسط تیم باستان‌شناسی دانشگاه تهران و با همکاری میراث فرهنگی استان قزوین، قدمت بدست آمده از یک تپه با توجه به آثار مکشوفه به هفت هزار و پانصد سال پیش باز میگردد.
این روستا دارای چندین منطقه و تپه باستانی شناخته شده و پنهان است که در حین شخمزدن مزارع کشف می‌شوند اما چندان جدی گرفته نمی‌شود. چندین محل مکشوفه تصادفی به خاطر حفر و احداث استخر پرورش ماهی در سالهای پیش از انقلاب در ضلع غربی روستا و تپه‌های دیگر روستا که کنار هر کدام از این اماکن تکیه‌های شکسته سفال ظریف و لعابی متعلق به دوره‌های مختلف پس از اسلام و دهانه‌های بزرگ خمره شکسته ، همچنین سفال و آثار فلزی برنز پیش از اسلام که در هنگام زراعت از زمین خارج می‌شود ، همه بیانگر قدمت باستانی این روستا است.

## موقعیت جغرافیایی
روستای هزار جلفا طبق آخرین تقسیمات سیاسی- اداری کشور (1382) در دهستان بشاریات غربی از بخش بشاریات و شهرستان آبیک، در استان قزوین واقع گردیده است که از سمت شمال با شرکت کشت و صنعت هزارجلفاواز جهت جنوب به اراضی روستای ابراهیم آباد، اسلام آباد و عبدل آباد و از جهت شرق به اراضی خاکعلی و از غرب به مرغداری ایران و آلمان محدود می‌شود. این روستا در طول جغرافیایی 50 درجه و تا 50 درجه و 15 دقیقه طول شرقی از نصف النهار مبدأ و 36 درجه تا 36 درجه و 15 دقیقه عرض شمالی از خط استوا قرار گرفته. متوسط ارتفاع از سطح دریاهای آزاد حدود 1360 متر می‌باشد.

## جمعیت
این روستا دارای ۱۸۴ خانوار و ۸۳۳ نفر ساکن می‌باشد که بعضی از آن‌ها در شهر محمدیه و قزوین خانه دومی دارند.

## مردم
مردم این روستا از طایفه، قبایل و مردم نقاط دیگر ایران که به این منطقه کوچ کرده‌اند تشکیل شده‌است. اهالی کوهپایه قزوین: زرجه بوستان وانجیلاق (حاجی محمدی)ها، فالیزان: محبتی، جولایی (داغلی)،اهالی خمسه زنجان (خمسلی)، ایل شاهسون بغدادی،صادقی، تیموری و اینانلو، شاهسون‌های بغدادی و اینانلو (شَهسَوَن)،اهالی همدان (همدانی‌ها) (همدانلی)،اهالی بلوک زهراو بوئین زهرا (ولی محمدی)ها، مهاجران روستای یزبر (اسماعیلی)ها ودیگر اقوام که در دوره رونق این روستا جهت کار و زراعت به آنجا مهاجرت کرده‌اند.هیچ یک از مردم این روستا در خاطره جمعی اجدادشان خبری از پیشینه و دیرینه باستانی آنجا نیست و تنها با آثار به دست آمده می‌توان دیرینه آن را محاسبه کرد.زبان مردم روستا مانند روستاهای اطراف خود، زبان ترکی آذربایجانی (زبان ترکی)است. البته اهالی کوهپایه ساکن روستا، افزون بر زبان ترکی، به زبان تاتی کوهپایه نیز آشنایی دارند و سخن می گویند.

## تپه‌های باستانی
- گورستان لوخ تپه
- یول تپه